# Bobby Brown Goes Down
Bobby Brown (Goes Down) è un brano musicale scritto da Frank Zappa e contenuto nell'album Sheik Yerbouti del 1979. 
Si tratta di una delle sue canzoni più celebri, nonché di uno dei suoi rari successi commerciali in Europa (soprattutto nei Paesi scandinavi).
Pubblicata come singolo, la canzone ha riscosso notevole successo in Norvegia (prima posizione per 11 settimane), Svezia (prima per 3 settimane) e Danimarca, diventando in quell'area addirittura il singolo più venduto nella storia della CBS, per poi estendere il suo successo in Germania, Svizzera, e Austria.
Al contrario, negli Stati Uniti la canzone suscitò un discreto clamore a causa del suo contenuto osceno, per cui le radio si rifiutarono di trasmetterla, e ottenne di conseguenza un risultato commerciale quasi nullo.

## Il brano
Il testo della canzone, con il consueto umorismo sardonico di Zappa, descrive la storia di un presuntuoso, maschilista e misogino studente di nome Bobby Brown, definito "the cutest boy in town" ("il ragazzo più carino della città"), la cui vita è l'esempio perfetto del "sogno americano": guida veloci auto sportive, veste alla moda e si comporta da tipo "giusto", e naturalmente è l'idolo di tutte le cheerleader della scuola. Tutto questo termina a causa di un traumatico incontro con una donna chiamata "Freddie", una lesbica facente parte dell'organizzazione femminista "Fronte di Liberazione della Donna" (Women's Liberation Movement), che gli fa dubitare della sua stessa sessualità. Bobby diventa così un omosessuale, e alla fine del brano si autodefinisce uno "spastico sessuale" coinvolto in pratiche sessuali estreme come la pioggia dorata e il sadomasochismo.

### Polemiche
Per le sue tematiche il brano venne attaccato da varie associazioni di attivisti gay perché considerato omofobo, e anche dai gruppi femministi che vedevano una descrizione svilente e sessista nel personaggio della "Freddie" della canzone. Zappa si difese dalle accuse, che non risparmiavano anche altre canzoni tratte da Sheik Yerbouti come Broken Hearts are for Assholes e Jewish Princess (accusata di razzismo contro gli ebrei), affermando che la sua era semplicemente satira di costume e che chi si sentiva offeso non aveva il senso dell'umorismo.

## Tracce singolo
7" single (CBS 7485)
1. Bobby Brown - 2:49
2. Baby Snakes -

## Classifica
| Lista (1979-1980) | Posiz. in classifica |
| ----------------- | -------------------- |
| Norvegia          | 1                    |
| Svizzera          | 5                    |
| Svezia            | 1                    |
| Austria           | 2                    |
| Germania          | 4                    |